# Ганибалова, Валентина Михайловна
Валенти́на Миха́йловна (Вази́ра Махима́товна) Ганиба́лова (род. 7 марта 1948, Ташкент, Узбекская ССР, СССР) — советская балерина, солистка Ленинградского государственного академического театра оперы и балета имени С. М. Кирова. Заслуженная артистка РСФСР (1977).

## Биография
В 1966 году окончила в Ташкенте Узбекское хореографическое училище (педагог В. Я. Проскурина).
В 1967 году — прошла класс усовершенствования в Ленинградском хореографическом училище (педагог Н. М. Дудинская).
В 1967—1989 годах — в труппе Ленинградского государственного академического театра оперы и балета имени С. М. Кирова. Её партнёрами были Юрий Соловьёв, Сергей Викулов, Борис Брегвадзе, Евгений Щербаков, Александр Годунов и другие выдающиеся танцовщики.
Участвовала в спектаклях Ленинградского ансамбля балета под руководством Бориса Эйфмана. Сотрудничала с другими современными хореографами.
В 1989 году основала «Балетный театр Валентины Ганибаловой», была его художественным руководителем и артисткой. Много гастролировала за рубежом.

## Семья
С 1972 по 2009 год была замужем за художником-реставратором Саввой Васильевичем Ямщиковым (8 октября 1938, Москва — 19 июля 2009, Псков). Дочь — Марфа Саввична Ямщикова (род. 1974).

## Творчество
Первая исполнительница партий в балетах Кировского театра
- Росава — «Волынщик из Стракониц», балетмейстеры В. Катаев, А. Лившиц — 1969
- Чужбог — «Скифская сюита», балетмейстер Г. Алексидзе — 1969
- Красавица — «Левша» балетмейстер К. Сергеев — 1976
- Валентина — «Ангара», балетмейстер В. Бударин — 1981

Партии (Кировский театр)
- Солистка — Гран па из балета «Пахита»
- Жизель и Мирта — «Жизель»
- Китри и Уличная танцовщица — «Дон Кихот»
- Одетта и Одиллия  — «Лебединое озеро»
- Никия — «Баядерка»
- Медора — «Корсар»
- Вакханка — «Вальпургиева ночь» (картина оперы «Фауст»)
- Зарема — «Бахчисарайский фонтан»
- Фригия и Эгина — «Спартак»
- Хозяйка Медной горы — «Каменный цветок»
- Мехменэ Бану — «Легенда о любви»
- Девушка — «Ленинградская симфония»
- Офелия — «Гамлет»
- Асият — «Горянка»

Партии в балетах Игоря Чернышёва
- «Ромео и Юлия» Берлиоза
- «Болеро» Равеля
- «Адажио Альбинони»

Партии в балетах Бориса Эйфмана
Сусанна — Безумный день (1982)

## Постановки
- «Лебединое озеро» (Сплит, Хорватия)
- «Дон Кихот» (Сплит, Хорватия)

## Фильмография
- 1971 — Балет в миниатюрах (фильм-концерт) — дуэт с В.Гуляевым, «Адажио Альбинони», постановка И.Чернышёва
- 1976 — Синяя птица — Вода
- 1979' — Летучая мышь — танцы
- 1983 — Анна Павлова — Анна Павлова в танце
- 1983 — Безумный день (телеэкранизация балета) — Сусанна
- 1984 — Силуэты русского балета
- 1985 — Голубые города (фильм-концерт, на музыку А.Петрова)
- 1986 — Карнавал

## Звания и награды
2-я премия Всесоюзного конкурса артистов балета в Москве (1972).
Заслуженная артистка РСФСР (1977).

### Галерея
- Юрий Белинский. Солистка балета Валентина Ганибалова: фото  со съемок фильма «Синяя птица» // Советское фото. 1978. № 10
- Валентин Барановский. На Стрелке: Валентина Ганибалова и Сергей Викулов, — мизансцена из «Жизели»